# Maciejowa-Hütte
Die Maciejowa-Hütte (pl. Bacówka PTTK na Maciejowej) liegt auf einer Höhe von 852 m ü. NN in Polen in den Beskiden auf dem nördlichen Berghang des Turbacz.

## Geschichte
Die erste Hütte wurde 1977 erbaut. Sie liegt in der Nähe eines Skigebiets am Rand des Nationalparks Gorce.

## Zugänge
Die Hütte ist u. a. zu erreichen:
- ▬ vom Turbacz auf dem rot markierten Beskiden-Hauptwanderweg
- ▬ von Rabka-Zdrój auf dem rot markierten Beskiden-Hauptwanderweg
- ▬ von Piątkowa Góra auf dem grün markierten Wanderweg
- ▬ von Poręba Wielka auf dem gelb markierten Wanderweg

### Gipfelbesteigungen
Gipfel in der näheren Umgebung der Hütte sind:
- Turbacz (1310 m)
- Maciejowa (815 m)